# دائرةالمعارف بزرگ اسلامی
دائرةالمعارف بزرگ اسلامی نخستین اثر تحقیقاتی مرکز دائرةالمعارف بزرگ اسلامی، زیر نظر سید محمدکاظم موسوی بجنوردی است که به سه زبان فارسی و عربی و انگلیسی منتشر می‌شود.
بیست‌وشش جلد از این دائرةالمعارف منتشر شده است.

## ترجمه‌ها
عربی
تاکنون هفت جلد از ترجمهٔ عربی این بیست و شش جلد منتشر شده است.
انگلیسی
دانشنامه اسلامیکا جلد اول از متن انگلیسی دائرةالمعارف بزرگ اسلامی، چاپ تهران، است که ترجمه و تدوین آن از سال ۱۳۸۲ هجری شمسی (۲۰۰۳ میلادی) به دنبال مذاکرات طولانی و توافق و قراردادی میان مرکز دائرةالمعارف بزرگ اسلامی و مؤسسه مطالعات اسماعیلی آغاز شد.
انتشارات بریل در لیدن هلند تا کنون ترجمهٔ انگلیسی پنج مجلد از این دائرةالمعارف را تحت نظارت ویلفرد مادلونگ و فرهاد دفتری چاپ کرده است. به گواهی انتشارات بریل -که سابقه‌ای ۳۰۰ ساله در انتشار کتب و معارف در اروپا دارد- دائرةالمعارف بزرگ اسلامی یکی از جامع‌ترین منابع شناخت اسلام و دنیای مسلمانان است. «یکی از ویژگی‌های منحصربه‌فرد این دائرةالمعارف توجه به تشیّع و میراث غنی و رنگارنگ آن است که این مرجع را مکمل دیگر دائرةالمعارف‌ها می‌کند.» همچنین این انتشارات دانشنامه اسلام را نیز چاپ کرده است.
البته برخی مدخل‌های نسخه انگلیسی پیش از نسخه فارسی تهیه، ترجمه و منتشر شده است. برای نمونه مدخل‌های حرف «ع» نظیر علی بن ابی طالب ذیل حرف «A» منتشر شده است و همچنین مدخل‌های «D» در نسخه انگلیسی منتشر شده در حالی که هنوز در نسخه فارسی منتشر نشده است.

## مشخصات جلدهای دائرةالمعارف بزرگ اسلامی
مشخصات کتاب‌ها:
| جلد | حرف                           | سال انتشار | شابک              | تعداد صفحه |
| --- | ----------------------------- | ---------- | ----------------- | ---------- |
| ۱   | آب – آل داوود                 | ۱۳۶۷       | ۹۶۴-۷۰۲۵-۲۱-۱     | ۷۱۴        |
| ۲   | آل رشید – ابن ارزق            | ۱۳۷۴       | ۹۶۴-۷۰۲۵-۲۲-X     | ۷۳۸        |
| ۳   | ابن ارزق – ابن سیرین          | ۱۳۶۹       | ۹۶۴-۷۰۲۵-۲۳-۸     | ۷۴۳        |
| ۴   | ابن سینا – ابن مسیر           | ۱۳۷۰       | ۴-۳۹-۷۰۲۵-۹۶۴     | ۷۲۸        |
| ۵   | ابن میمون – ابوالعز قلانسی    | ۱۳۷۱       | ۸-۴۰-۷۰۲۵-۹۶۴     | ۷۴۴        |
| ۶   | ابوعّزه – احمد بن عبدالملک     | ۱۳۷۳       | ؟                 | ۷۵۲        |
| ۷   | احمدبن علویّه – اربک خان       | ۱۳۷۵       | ؟                 | ۷۵۷        |
| ۸   | ازبکستان – اشبیلیه            | ۱۳۷۷       | ۶-۴۱-۷۰۲۵-۹۶۴     | ۷۶۲        |
| ۹   | اشتب – البیره                 | ۱۳۷۹       | ۳-۰۳-۷۰۲۵-۹۶۴     | ۷۶۲        |
| ۱۰  | البیری – باباطاهر             | ۱۳۸۰       | X-۰۵-۷۰۲۵-۹۶۴     | ۷۶۴        |
| ۱۱  | بابا فرج تبریزی – برماوی      | ۱۳۸۱       | ۶-۰۷-۷۰۲۵-۹۶۴     | ۷۶۶        |
| ۱۲  | برمکیان – بوسنوی              | ۱۳۸۳       | ۶-۲۴-۷۰۲۵-۹۶۴     | ۷۵۶        |
| ۱۳  | بوسنه سرای – پوریای ولی       | ۱۳۸۳       | ۴-۲۵-۷۰۲۵-۹۶۴     | ۷۵۴        |
| ۱۴  | پوشاک – تُرَبه                  | ۱۳۸۵       | ۸-۵۴-۷۰۲۵-۹۶۴     | ۷۶۰        |
| ۱۵  | تربیت – تفسیر نعمانی          | ۱۳۸۵       | ۱-۶۲-۷۰۲۵-۹۶۴-۹۸۷ | ۷۶۰        |
| ۱۶  | تفلیس – ثابت بن قرّه           | ۱۳۸۷       | ۹-۶۶-۷۰۲۵-۹۶۴-۹۸۷ | ۷۶۰        |
| ۱۷  | ثابت بن محمد جرجانی – جزء     | ۱۳۸۸       | ۰-۶۹-۷۰۲۵-۹۶۴-۹۷۸ | ۷۸۰        |
| ۱۸  | جُزء لایَتَجزّی – جوینی (ابراهیم) | ۱۳۸۹       | ۴-۷۴-۷۰۲۵-۹۶۴-۹۷۸ | ۷۷۷        |
| ۱۹  | جوینی، ابوالمظفر – حافظ       | ۱۳۹۰       | ۷-۰۴-۶۳۲۶-۶۰۰-۹۷۸ | ۷۷۵        |
| ۲۰  | حافظ ابراهیم – امام حسین      | ۱۳۹۲       | ۱-۱۹-۶۳۲۶-۶۰۰-۹۷۸ | ۷۲۲        |
| ۲۱  | حسین، طه – خانقاه             | ۱۳۹۲       | ۱-۱۹-۶۳۲۶-۶۰۰-۹۷۸ | ؟          |
| ۲۲  | خانواده – خندق                | ۱۳۹۴       |                   | ۷۷۴        |
| ۲۳  | خنساء – دلالت                 | ۱۳۹۶       |                   | ۷۶۰        |
| ۲۴  | دلائل النبوه – رسالهٔ دلگشا    | ۱۳۹۸       |                   | ۷۱۰        |
| ۲۵  | رسالةالطیر– رهی معیری         | ۱۴۰۲       |                   | ۷۸۸        |

## مشخصات جلدهای دانشنامه اسلامیکا
مشخصات کتاب‌ها:
| جلد | حرف                         | سال انتشار      | شابک | تعداد صفحه |
| --- | --------------------------- | --------------- | ---- | ---------- |
| ۱   | A - Abu Hanifa              |                 |      |            |
| ۲   | Abu Al-Harith - Abyanah     | ۲۰۰۹            |      |            |
| ۳   | Adab - Al-Bab-Al-Hadi Ashar | دسامبر سال ۲۰۱۱ |      |            |
| ۴   | Bābā Afḍal-Bīrjandī         |                 |      |            |
| ۵   | al-biruni-Dahw al-Ard       | دسامبر ۲۰۱۵     |      |            |